# Capraita durangoensis
Capraita durangoensis är en skalbaggsart som först beskrevs av Martin Jacoby 1892.  Capraita durangoensis ingår i släktet Capraita och familjen bladbaggar. Inga underarter finns listade i Catalogue of Life.